# Björn Waldegård
Björn Waldegård (Rimbo, 1943. november 12. – 2014. augusztus 29.) svéd autóversenyző, egyszeres ralivilágbajnok (1979).

## Pályafutása
1973 és 1978 között részt vett az ekkor még gyártók számára kiírt rali-világbajnokságon. 1979-ben, az első versenyzők világbajnokságán, mindössze egy ponttal a finn Hannu Mikkola előtt lett bajnok. Pályafutása során tizenhat világbajnoki futomot nyert, e tekintetben a tizenegyedik legsikeresebb raliversenyző. Az 1990-es Szafari ralin elért győzelmével, 46 év 155 napos korával a valaha volt legidősebb rali-világbajnoki futamgyőztes.

## Rali-világbajnoki győzelmei
| #  | Verseny               | Szezon | Navigátor        | Autó                  |
| -- | --------------------- | ------ | ---------------- | --------------------- |
| 1  | Svéd rali             | 1975   | Hans Thorszelius | Lancia Stratos HF     |
| 2  | San Remo-rali         | 1975   | Hans Thorszelius | Lancia Stratos HF     |
| 3  | San Remo-rali         | 1976   | Hans Thorszelius | Lancia Stratos HF     |
| 4  | Szafari rali          | 1977   | Hans Thorszelius | Ford Escort RS1800    |
| 5  | Akropolisz-rali       | 1977   | Hans Thorszelius | Ford Escort RS1800    |
| 6  | Brit rali             | 1977   | Hans Thorszelius | Ford Escort RS1800    |
| 7  | Svéd rali             | 1978   | Hans Thorszelius | Ford Escort RS1800    |
| 8  | Akropolisz-rali       | 1979   | Hans Thorszelius | Ford Escort RS1800    |
| 9  | Kanada-rali           | 1979   | Hans Thorszelius | Ford Escort RS1800    |
| 10 | Elefántcsontpart-rali | 1980   | Hans Thorszelius | Mercedes 500 SLC      |
| 11 | Új-Zéland-rali        | 1982   | Hans Thorszelius | Toyota Celica 2000GT  |
| 12 | Elefántcsontpart-rali | 1983   | Hans Thorszelius | Toyota Celica TCT     |
| 13 | Szafari rali          | 1984   | Hans Thorszelius | Toyota Celica TCT     |
| 14 | Szafari rali          | 1986   | Fred Gallagher   | Toyota Celica TCT     |
| 15 | Elefántcsontpart-rali | 1986   | Fred Gallagher   | Toyota Celica TCT     |
| 16 | Szafari rali          | 1990   | Fred Gallagher   | Toyota Celica GT-Four |